# Pákistánská muslimská liga (Q)
Pákistánská muslimská liga (Q) (urdsky پاکستان مسلم لیگ) je pákistánská středově konzervativní strana podporující režim Parvíze Mušarafa. Vznikla v roce 2001 a stala se vítězkou parlamentních voleb v roce 2002 (25,7% hlasů, 126 z 342 mandátů).